# Giovanni XV di Alessandria
Papa Giovanni XV o Abba Yoannis El-Mallawany, noto anche Giovanni Melauvan o Giovanni di San Macario (in arabo egiziano يوانس الخمستاشر; Mallawi, ... – Egitto, 7 settembre 1629) è stato il 99º Papa di Alessandria e Patriarca della Sede di San Marco.
Originario di Mallawi, fu monaco nel monastero di Sant'Antonio prima di essere consacrato patriarca il 7º giorno di thout del 1336 del calendario copto (18 settembre 1619). Conosciuto per la sua grande modestia e pietà, Giovanni XV si dedicava al ministero, alla preghiera e al culto. Fu considerato un esempio di zelo nel guidare la chiesa copta e nel mostrare compassione ai suoi sacerdoti, ai poveri e agli stranieri.
Nel 1623, Giovanni visitò e prestò servizio nell'Alto Egitto, che soffriva per una pestilenza devastante. Nel 1629, un'altra grave epidemia si diffuse in quella terra, spingendo il Papa a fare un secondo viaggio nell'Alto Egitto nel secondo anno dell'epidemia. Durante il suo viaggio di ritorno al Cairo, rimase nella città di Abnub. Mentre si trovava in una casa, secondo quanto riferito Giovanni rimproverò il proprietario per aver tenuto concubine. Si ammalò quindi, probabilmente per essere stato avvelenato dal suo ospite. Giovanni morì poco dopo e fu sepolto nel monastero di Santa Anba Bishih a El-Bayadia, in Egitto. Fu patriarca per 9 anni, 11 mesi e 22 giorni.